# Ординариат для грекокатоликов в Австрии

 Ординариат для грекокатоликов в Австрии  (нем. Ordinariat für die byzantinischen Gläubigen in Österreich) — особая католическая административная структура Римско-Католической Церкви, созданная для духовного окормления грекокатоликов, проживающих в Австрии. Ординариат насчитывает около 8000 человек грекокатолического исповедания. Ординарием грекокатоликов в Австрии является венский архиепископ кардинал Кристоф Шёнборн.

## История
Ординариат для греко-католиков, проживающих в Австрии, был создан 13 июня 1956 года. В настоящее время ординариат состоит из девяти грекокатолических приходов:
- Украинская община Вены (Ukrainische Gemeinde Wien)
- Румынский приход Вены (Rumänische Pfarre Wien)
- Мелькитская община Вены (Melkitische Gemeinde Wien)
- Немецкая община Вены (Deutsche Gemeinde Wien)
- Украинская община Линца (Ukrainische Gemeinde Linz)
- Украинская община Граца (Ukrainische Gemeinde Graz)
- Румынская община Граца (Rumänische Gemeinde Graz)
- Украинская община Зальцбурга (Ukrainische Gemeinde Salzburg)
- Украинская община Инсбрука (Ukrainische Gemeinde Innsbruck)

## Ординарии
- кардинал Франц Кёниг (13.06.1956 — 1985)
- кардинал Ханс Герман Гроэр (21.02.1987 — 14.09.1995)
- кардинал Кристоф Шёнборн (6.11.1995 — по настоящее время).

## Источник
- Annuario Pontificio, Libreria Editrice Vaticana, Città del Vaticano, 2003, ISBN 88-209-7422-3

## Внешние ссылки
- Данные об ординариате для грекокатоликов в Австрии  (англ.)
- Официальный сайт  (англ.)